# Laurent Didier
Pour les articles homonymes, voir Didier.
Laurent Didier, né le 19 juillet 1984, à Dippach, est un coureur cycliste luxembourgeois. Il est le fils de l'ancien coureur cycliste, Lucien Didier et le petit-fils de l'ancien porteur du maillot jaune du Tour de France Jean Diederich. Professionnel de 2010 à 2018, il a notamment remporté le championnat du Luxembourg sur route en 2012 et du contre-la-montre en 2014

## Biographie

### Cyclo-cross et débuts sur route
Laurent Didier commence sa carrière par le cyclo-cross, où il remporte le championnat national des débutants. Par la suite, il obtient des podiums dans les catégories juniors et espoirs jusqu'en 2005, année où il prend part à des compétitions sur route. Il gagne à Bourscheid lors de la Flèche du Sud et termine troisième du classement général de cette course avant de devenir champion national du contre-la-montre espoirs et second de la course en ligne.

### 2006-2009: changement d'orientation difficile
Il est recruté pour la saison 2006 par l'équipe continentale allemande Regiostrom-Senges pour définitivement s'orienter vers une carrière sur route. Néanmoins, ses débuts ne sont pas exceptionnels : son résultat le plus marquant est sa seconde place lors d'un critérium dans sa ville natale, à Dippach.
L'année suivante est légèrement meilleure : une victoire lors d'un critérium à Saargau, une victoire au Friedens und Freundschaftstour mais surtout sa troisième place au championnat national du contre-la-montre, derrière Christian Poos et Andy Schleck.
En 2008, malgré une année une nouvelle fois décevante, l'équipe ProTour Team Saxo Bank lui signe un contrat en tant que stagiaire pour le mois d'octobre. Pas retenu, il est cependant engagé pour une année par une autre équipe danoise Designa Køkken. Il termine 6e du Tour de Normandie, second du championnat national du contre-la-montre derrière Kim Kirchen et de la course en ligne derrière Andy Schleck. À la suite de ces nouveaux résultats concluants face à des coureurs de haut niveau, Bjarne Riis l'emmène dans sa structure Team Saxo Bank pour les trois prochaines saisons, un an après y avoir été stagiaire, aux côtés des deux leaders luxembourgeois de l'équipe, Andy Schleck et Fränk Schleck.

### 2010-2011: le haut niveau avec Saxo Bank
Il prend part à son premier grand tour en 2010 avec le Tour d'Italie. Il contribue au gain du maillot rose de son coéquipier Richie Porte lors de la 11e étape, à L'Aquila, en roulant en tête de l'échappée d'une cinquantaine de coureurs. L'autre fait marquant de la saison est sa neuvième place du classement général du Tour de la communauté de Madrid en juillet.
Malgré la construction d'une nouvelle équipe luxembourgeoise par les frères Schleck, Didier ne fait pas partie des coureurs de l'équipe Saxo Bank qui les accompagnent. À la place, il sera au service du triple vainqueur du Tour de France, Alberto Contador. Et il contribue à la victoire de ce dernier lors du Tour d'Italie, pourtant en ayant la lourde tâche de défendre le maillot de son leader pendant treize jours.

### 2013-2018: Radioshack puis Trek Factory Racing

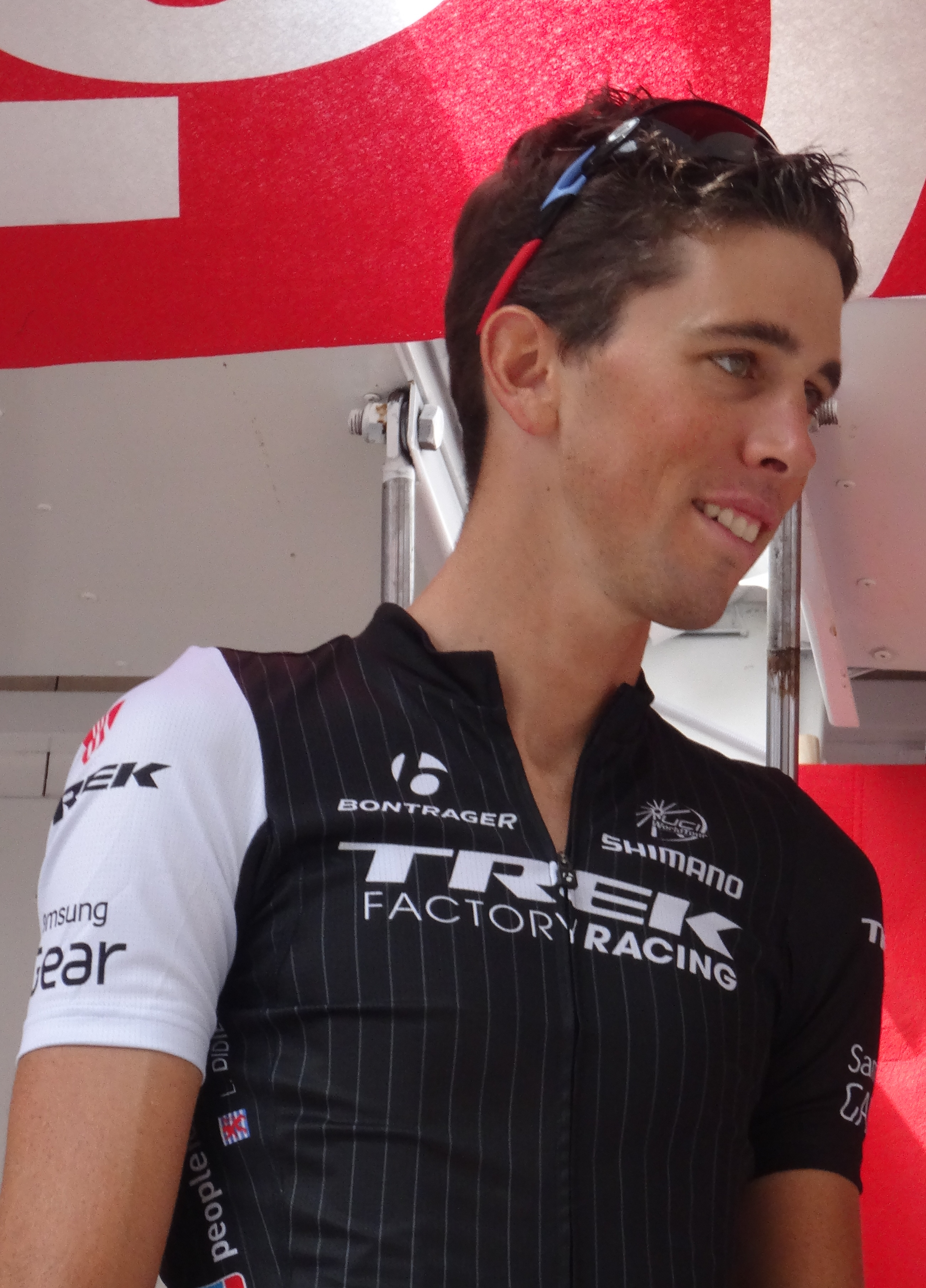
Laurent Didier au départ de la 1re étape du Tour de Wallonie 2014.

Il signe pour la saison 2012 dans l'équipe RadioShack-Nissan, rejoignant les frères Schleck dans cette équipe luxembourgeoise. À la fin du mois de juin, Laurent Didier devient le nouveau champion du Luxembourg sur la course en ligne. Il devance Ben Gastauer d'AG2R La Mondiale, et son coéquipier et tenant du titre Fränk Schleck. Il est sélectionné pour participer aux Jeux olympiques à Londres en raison du forfait d'Andy Schleck. Il est 64e de la course en ligne. Il dispute ensuite le Tour d'Espagne, qu'il termine à la 86e place, et le championnat du monde sur route, qu'il ne termine pas. En 2013, il est deuxième du championnat du Luxembourg du contre-la-montre, où il est devancé par son coéquipier Bob Jungels. Il dispute son premier Tour de France, terminé à la 53e place. Il arrête sa saison en septembre, après le Grand Prix de Plouay.
En 2014, l'équipe RadioShack est achetée par l'entreprise Trek et renommée Trek Factory Racing et le coureur luxembourgeois continue sa carrière dans l'équipe. Il engrange cette année-là deux succès. Il gagne d'abord le titre de champion du Luxembourg du contre-la-montre au mois de juin puis s'adjuge la cinquième étape du Tour du Colorado au deuxième semestre. Il s'agit de la dernière victoire de sa carrière.
L'année suivante, il est dépossédé de son titre de  champion du Luxembourg du contre-la-montre par son coéquipier Bob Jungels mais termine tout de même troisième de l'épreuve. Au mois de septembre 2016, il prolonge le contrat qui le lie à la formation Trek-Segafredo.
Après la saison 2018, le contrat de Didier avec Trek-Segafredo n'est pas renouvelé. Il ne parvient pas à trouver d'autre équipe et met un terme à sa carrière de coureur après la Japan Cup.

## Palmarès sur route

### Par années
| - 2000 - 3e du championnat du Luxembourg sur route débutants - 2001 - 3e du championnat du Luxembourg sur route juniors - 2005 - Contre-la-montre aux Jeux des petits États d'Europe - Champion du Luxembourg du contre-la-montre espoirs - 3ea étape de la Flèche du Sud - 2e du championnat du Luxembourg sur route espoirs - 3e de la Flèche du Sud - 2007 - 2e étape du Friedens und Freundschaftstour - 3e du championnat du Luxembourg du contre-la-montre - 2008 - 3e du Tour de Moselle - 2009 - 2e du championnat du Luxembourg du contre-la-montre - 2e du championnat du Luxembourg sur route | - 2011 - 2e du championnat du Luxembourg du contre-la-montre - 3e du championnat du Luxembourg sur route - 2012 - Champion du Luxembourg sur route - 2013 - 2e du championnat du Luxembourg du contre-la-montre - 2014 - Champion du Luxembourg du contre-la-montre - 5e étape du Tour du Colorado - 2015 - 1re étape du Tour d'Alberta (contre-la-montre par équipes) - 3e du championnat du Luxembourg du contre-la-montre |  |

### Résultats dans les grands tours

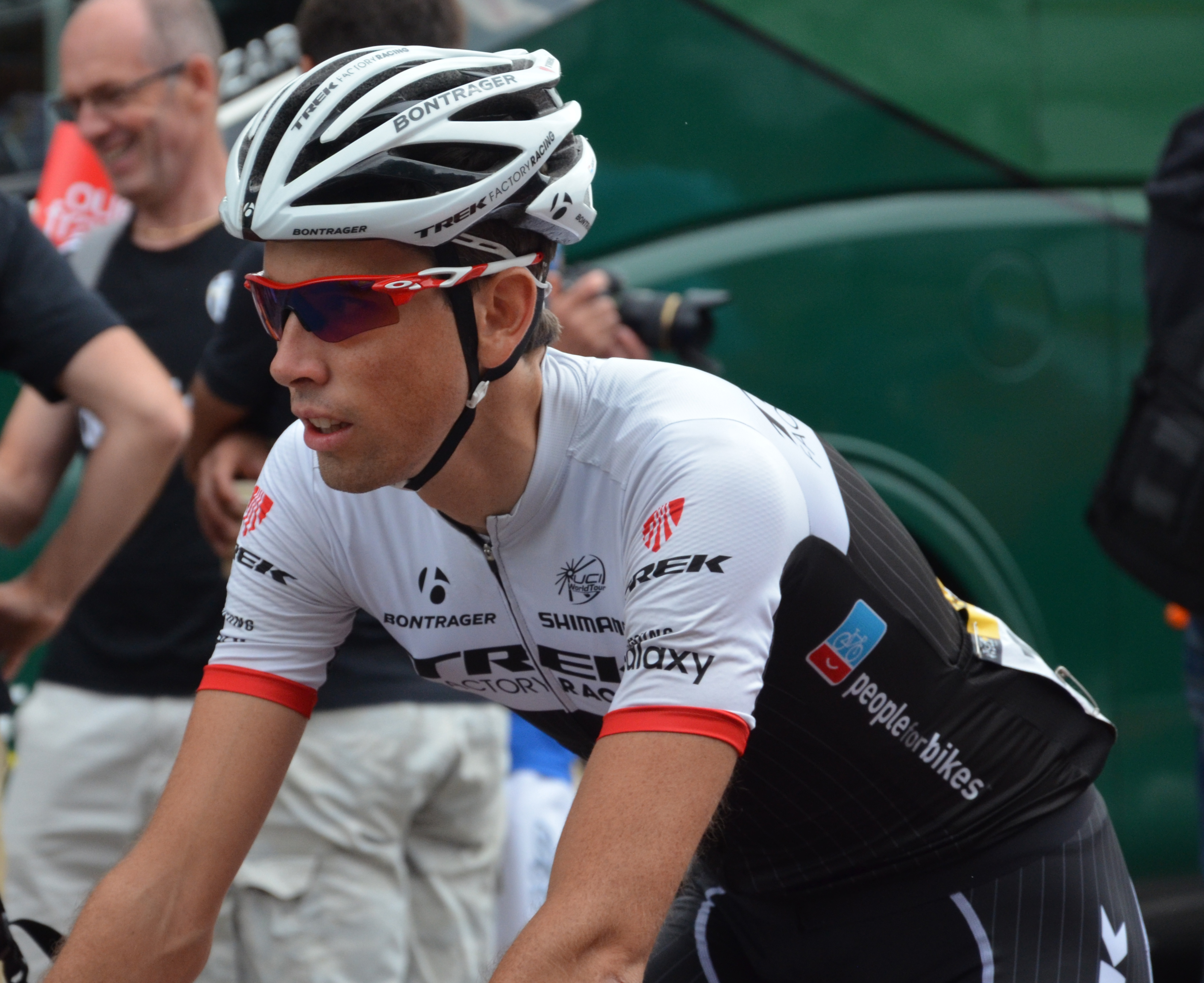
Laurent Didier au départ de la 8e étape du Tour de France 2015.

#### Tour de France
2 participations 
- 2013 : 53e
- 2015 : non partant (17e étape)

#### Tour d'Italie
5 participations 
- 2010 : 33e
- 2011 : 130e
- 2016 : 64e
- 2017 : abandon (11e étape)
- 2018 : 97e

#### Tour d'Espagne
2 participations
- 2012 : 86e
- 2016 : 104e

### Classements mondiaux
| Année                  | 2005 | 2006  | 2007  | 2008  | 2009 | 2010 | 2011 | 2012 | 2013 | 2014 | 2015 |
| ---------------------- | ---- | ----- | ----- | ----- | ---- | ---- | ---- | ---- | ---- | ---- | ---- |
| Calendrier mondial UCI |      |       |       |       |      | nc   |      |      |      |      |      |
| UCI World Tour         |      |       |       |       |      |      | nc   | nc   | nc   | nc   | nc   |
| UCI Europe Tour        | 505e | 1248e | 1272e | 1139e | 360e |      |      |      |      |      |      |

## Palmarès en cyclo-cross
| - 1999-2000 - Champion du Luxembourg du cyclo-cross débutants - 2000-2001 - 2e du championnat du Luxembourg du cyclo-cross juniors - 2001-2002 - 2e du championnat du Luxembourg du cyclo-cross juniors | - 2002-2003 - 3e du championnat du Luxembourg du cyclo-cross espoirs - 2003-2004 - 3e du championnat du Luxembourg du cyclo-cross espoirs - 2004-2005 - 2e du championnat du Luxembourg du cyclo-cross espoirs |  |